# Villanueva (Misamis oriental)
Pour les articles homonymes, voir Villanueva.
Villanueva est une localité de la province du Misamis oriental, aux Philippines. En 2015, elle compte 39 378 habitants.